# Данэм, Майк
Майкл Да́нэм (англ. Michael Dunham; 1 июня 1972, Джонсон-Сити, Нью-Йорк, США) — американский хоккейный тренер, в прошлом профессиональный хоккеист, вратарь.

## Игровая карьера
На драфте НХЛ 1990 года был выбран в 3 раунде под общим 53 номером клубом «Нью-Джерси Девилз».
26 июня 1998 года выбран на драфте расширения клубом «Нэшвилл Предаторз».
12 декабря 2002 года обменян в «Нью-Йорк Рейнджерс».
2 сентября 2005 года как неограниченно свободный агент подписал контракт с «Атлантой Трэшерз».
29 сентября 2006 года как неограниченно свободный агент подписал контракт с «Нью-Йорк Айлендерс».

## Тренерская карьера
10 сентября 2007 года Майк Данэм был назначен тренером вратарей клуба «Нью-Йорк Айлендерс».

## Награды
- Уильям М. Дженнингс Трофи, 1997 («Нью-Джерси Девилз»)
- Серебряный призёр Олимпиады-2002 (сборная США)

## Статистика
```
Season   Team                        Lge    GP   Min   GA  EN SO   GAA   W   L   T   Svs    Pct
-----------------------------------------------------------------------------------------------
1987-88  The Canterbury School       USHS   29  1740   69   0  4  2.38   0   0   0     0  0.000
1988-89  The Canterbury School       USHS   25  1500   63   0  2  2.58   0   0   0     0  0.000
1989-90  The Canterbury School       USHS   32  1558   68   0  3  2.96   0   0   0     0  0.000
1990-91  U. of Maine                 NCAA   23  1275   63   0  0  2.96  14   5   2     0  0.000
1991-92  U. of Maine                 NCAA    7   382   14   0  1  2.20   6   0   0     0  0.000
1992-93  U. of Maine                 NCAA   25  1429   63   0  0  2.65  21   1   1     0  0.000
1993-94  Albany River Rats           AHL     5   304   26   0  0  5.12   2   2   1   157  0.858
1994-95  Albany River Rats           AHL    35  2120   99   0  1  2.80  20   7   8   867  0.898
1995-96  Albany River Rats           AHL    44  2592  109   1  1  2.52  30  10   2  1073  0.908
1996-97  Albany River Rats           AHL     3   184   12   0  0  3.91   1   1   1    81  0.871
1996-97  New Jersey Devils           NHL    26  1013   43   1  2  2.55   8   7   1   413  0.906
1997-98  New Jersey Devils           NHL    15   773   29   0  1  2.25   5   5   3   332  0.913
1998-99  Nashville Predators         NHL    44  2472  127   3  1  3.08  16  23   3  1259  0.908
1999-00  Milwaukee Admirals          IHL     1    60    1   0  0  1.00   1   0   0    14  0.933
1999-00  Nashville Predators         NHL    52  3077  146   3  0  2.85  19  27   6  1584  0.908
2000-01  Nashville Predators         NHL    48  2810  107   2  4  2.28  21  21   4  1381  0.923
2001-02  Nashville Predators         NHL    58  3316  144   2  3  2.61  23  24   9  1525  0.906
2002-03  Nashville Predators         NHL    15   819   43   0  0  3.15   2   9   2   354  0.892
2002-03  New York Rangers            NHL    43  2467   94   3  5  2.29  19  17   5  1135  0.924
2003-04  New York Rangers            NHL    57  3148  159   1  2  3.03  16  30   6  1363  0.896
2004-05  Skellefteå AIK              SWE-2  13   727   36   0  4  2.97   0   0   0     0  0.000
2005-06  Gwinnett Gladiators         ECHL    2   120    5   0  0  2.50   2   0   0    31  0.861
2005-06  Atlanta Thrashers           NHL    17   779   36   1  1  2.77   8   5   2   300  0.893
2006-07  New York Islanders          NHL    19   979   61   2  0  3.74   4  10   3   491  0.889

Lge - лига, в которой выступал игрок.
GP - сыгранные матчи.
Min - минуты, проведённые на поле.
GA - пропущенные шайбы.
EN - голы, забитые в пустые ворота.
SO - матчи на "ноль" (без пропущенных шайб).
GAA - среднее число пропускаемых за матч шайб.
W, L, T - количество побед, поражений и ничьх, одержанных командой с этим вратарём.
Svs - отражённые броски ("сэйвы").
Pct - процент отражённых бросков.

```